# Rudolf Jordan (politiker)
Rudolf Jordan, född 21 juni 1902 i Großenlüder, död 27 oktober 1988 i München, var en tysk nazistisk politiker och SA-Obergruppenführer. Han var Gauleiter i Gau Halle-Merseburg från 1931 till 1937 och i Gau Magdeburg-Anhalt från 1937 till 1945. 